# Phân bộ Cá vược
Percoidei hay Phân bộ Cá vược là một trong 3 phân bộ cá thuộc Bộ Cá vược, và là phân bộ có đa dạng các loài cá và trong đó có nhiều loài có giá trị kinh tế và giá trị thực phẩm cao.

## Phân loại
- Phân bộ cá rô (Percoidei)
  - Siêu họ Percoidea
    - Acropomatidae
    - Ambassidae
    - Apogonidae
    - Arripidae (Cá hồi Úc)
    - Banjosidae
    - Bathyclupeidae
    - Bramidae (Cá chim)
    - Caesionidae
    - Callanthiidae
    - Carangidae (Cá khế)
    - Caristiidae
    - Centracanthidae
    - Centrarchidae
    - Centropomidae
    - Chaetodontidae (Cá bướm)
    - Coryphaenidae
    - Datnioididae
    - Dichistiidae
    - Dinolestidae
    - Dinopercidae
    - Drepaneidae
    - Echeneidae
    - Emmelichthyidae
    - Enoplosidae
    - Epigonidae
    - Gerreidae (Cá móm)
    - Glaucosomatidae
    - Grammatidae
    - Haemulidae
    - Howellidae
    - Inermiidae
    - Kuhliidae
    - Kyphosidae
    - Lactariidae
    - Lateolabracidae
    - Latidae
    - Leiognathidae
    - Leptobramidae (Cá hồi bãi biển)
    - Lethrinidae
    - Lobotidae
    - Lutjanidae
    - Malacanthidae
    - Menidae
    - Monodactylidae
    - Moronidae
    - Mullidae (Cá dê)
    - Nandidae
    - Nematistiidae
    - Nemipteridae
    - Notograptidae
    - Opistognathidae
    - Oplegnathidae (Cá dao)
    - Ostracoberycidae
    - Pempheridae
    - Pentacerotidae
    - Percichthyidae
    - Percidae
    - Plesiopidae
    - Polycentridae
    - Polynemidae
    - Polyprionidae
    - Pomacanthidae
    - Pomatomidae
    - Priacanthidae
    - Pseudochromidae
    - Rachycentridae
    - Sciaenidae
    - Scombropidae
    - Serranidae (Cá vược biển)
    - Sillaginidae
    - Sparidae
    - Symphysanodontidae
    - Terapontidae
    - Toxotidae (Cá cung thủ)

  - Siêu họ Cirrhitoidea
    - Aplodactylidae
    - Cheilodactylidae
    - Chironemidae
    - Cirrhitidae
    - Latridae

  - Siêu họ Cepoloidea
    - Cepolidae